# Mistrovství Evropy juniorů v biatlonu 2022
Mistrovství Evropy juniorů v biatlonu 2022 probíhalo od 19. do 23. ledna 2022 ve slovinské Pokljuce. Mistrovství Evropy se zde konalo již potřetí – předtím to bylo v letech 2016 a 2018.

## Program
Na programu mistrovství bylo 5 disciplín. Junioři i juniorky absolvovali sprinty, stíhací závody a vytrvalostní závody. Společně také jely závody smíšených štafet a smíšených dvojic.
| Den | Datum     | Začátek (SEČ) | Disciplína                    | Počet závodníků |
| --- | --------- | ------------- | ----------------------------- | --------------- |
| St  | 19. ledna | 10:30         | Vytrvalostní závod (juniorky) | 92              |
| St  | 19. ledna | 14:00         | Vytrvalostní závod (junioři)  | 101             |
| Čt  | 20. ledna | 10:30         | Smíšený závod dvojic          | 23 dvojic       |
| Čt  | 20. ledna | 14:00         | Smíšená štafeta               | 20 štafet       |
| So  | 22. ledna | 10:30         | Sprint (juniorky)             | 93              |
| So  | 22. ledna | 14:00         | Sprint (junioři)              | 112             |
| Ne  | 23. ledna | 10:30         | Stíhací závod (juniorky)      | 55              |
| Ne  | 23. ledna | 14:00         | Stíhací závod (junioři)       | 55              |

## Medailisté

### Muži
| Disciplína                 | Zlato         | Výkon             | Stříbro        | Výkon             | Bronz           | Výkon             |
| Vytrvalostní závod (15 km) | Blagoy Todev  | 40:41.2 (0+0+0+1) | Nicolò Betemps | 41:01.6 (0+0+0+1) | Gaëtan Paturel  | 41:10.3 (0+1+0+0) |
| Sprint (10 km)             | Jonáš Mareček | 27.06,5 (1+1)     | Otto Invenius  | 27.15,3 (1+0)     | Iacopo Leonesio | 27.15,8 (0+0)     |
| Stíhací závod (12,5 km)    | Paul Fontaine | 34.28,3 (0+0+0+0) | Otto Invenius  | 35.04,5 (1+1+2+0) | Jan Guńka       | 35.17,0 (0+1+0+1) |

### Ženy
| Disciplína                 | Zlato             | Výkon             | Stříbro           | Výkon             | Bronz                  | Výkon             |
| Vytrvalostní závod (15 km) | Camille Coupéová  | 39:42.0 (0+0+0+0) | Jeanne Richardová | 39:46.6 (0+0+0+0) | Anastasija Grišinová   | 39:46.8 (0+0+0+0) |
| Sprint (7,5 km)            | Selina Grotianová | 22.40,7 (0+1)     | Chloé Benedová    | 23.21,4 (1+0)     | Noora Kaisa Keränenová | 23.22,0 (0+0)     |
| Stíhací závod (10 km)      | Selina Grotianová | 33.45,5 (0+2+0+0) | Jeanne Richardová | 34.11,0 (0+0+1+1) | Lisa Maria Sparková    | 34.20,0 (0+0+0+1) |

### Smíšené štafety
| Disciplína                            | Zlato                                                                     | Výkon                                                   | Stříbro                                                                      | Výkon                                                   | Bronz                                                               | Výkon                                                     |
| Smíšená štafeta (4×6 km)              | Francie Camille Coupéová Jeanne Richardová Damien Levet Jacques Jefferies | 1:10.36,6 (0+0) (0+1) (0+0) (0+0) (0+1) (0+1)           | Německo Selina Marie Kastlová Luise Müllerová Benjamin Menz Albert Engelmann | 1:11.23,7 (0+0) (0+0) (0+0) (0+1) (0+0) (0+0)           | Česko Gabriela Masaříková Tereza Jandová Ondřej Mánek Jonáš Mareček | 1:11.35,9 (0+0) (0+0) (0+2) (0+1) (0+0) (0+1) (0+1) (0+2) |
| Smíšený závod dvojic (2×6 + 2×7,5 km) | Německo Johanna Puffová Darius Lodl                                       | 40.22,0 (0+0) (0+0) (0+2) (0+0) (0+0) (0+0) (0+1) (0+1) | Rusko Anastasija Grišinová Jevgženij Emerchonov                              | 40.34,5 (0+0) (0+1) (0+2) (0+3) (0+1) (0+1) (0+3) (0+0) | Francie Fany Bertrandová Paul Fontaine                              | 40.40,8 (0+0) (0+1) (0+1) (0+0) (0+0) (0+0) (0+1) (0+3)   |

## Medailové pořadí

### Medailové pořadí zemí
| Pořadí | Země      | Zlato | Stříbro | Bronz | Celkově |
| ------ | --------- | ----- | ------- | ----- | ------- |
| 1.     | Francie   | 3     | 2       | 2     | 8       |
| 2.     | Německo   | 3     | 1       | 1     | 5       |
| 3.     | Česko     | 1     | 0       | 1     | 3       |
| 4.     | Bulharsko | 1     | 0       | 0     | 1       |
| 5.     | Finsko    | 0     | 2       | 1     | 3       |
| 6.     | Itálie    | 0     | 1       | 1     | 2       |
| 6.     | Rusko     | 0     | 1       | 1     | 2       |
| 8.     | Polsko    | 0     | 0       | 1     | 1       |
|        | Celkem    | 8     | 8       | 8     | 24      |